# Стојан Коњиковац
Стојан Коњиковац (Моровић, код Шида, 5. фебруар 1962) пензионисани је бригадни генерал Војске Србије и некадашњи начелник Управе за људске ресурсе Генералштаба Војске Србије. Учествовао је у ратовима: Рат у Хрватској, НАТО агресија СРЈ, улазак у КЗБ.

## Биографија
Рођен је 5. фебруара 1962. године у Моровићу, општина Шид. Завршио је Интендантску средњу војну школу 1980. године, а потом и Војну академију Копнене војске у Београду 1984. године на смеру пешадија. Генералштабну школу је завршио 1996. године, а генералштабно усавршавање 2002. године. Завршио је и курс Језичког програма на Европском колеџу за безбедносне студије у Немачкој 2007. године.
У времену од 1984. године до 2017. године обављао је дужност командира вода пешадијске чете, команданта моторизованог батаљона, команданта 55. граничног батаљона у Призрену, начелника штаба и команданта 549. моторизоване бригаде. Од 2003. године до 2015. године налазио се на различитим дужностима у Генералштабу Војске Србије. Од 2015. године до 2017. године налазио се на дужности начелника Управе за људске ресурсе ГШ ВС. Унапређен је ванредно у чин потпуковника и пуковника.
Учествовао је у рату у Хрватској и у рату на Косову и Метохији 1998—1999 године као потпуковник. Био је ангажован на угушењу оружане побуне 1998. године на простору Косова и Метохије у 13 анти-терористичких борбених дејстава међу којима и у деблокади Ораховца, сукобима у Јешкову и Кабашу, уништењу две терористичке бригаде у троуглу Призрен, Сува Река, Ораховац, као и операцији Стрела. У бици на Паштрику је обављао дужност команданта Истуреног командног места у Шех махали (село Планеја) на самом Паштрику. Унапређен је након рата и постао најмлађи пуковник Војске Југославије. Након потписаног Кумановског споразума и Резолуције СБ УН 1244 командовао је Здруженим снагама војске и полиције, у сектору Д 2001. године, при уласку у Копнену зону безбедности.
Као начелник одељења за границу у Оперативној управи Генералштаба успешно је реализовао пренос надлежности обезбеђења државне границе са војске на МУП 2005. и 2006. године на простору Републике Србије.
За начелника Управе за људске ресурсе Генералштаба Војске Србије је именован 8. јануара 2015. године. У чин бригадног генерала је унапређен одлуком председника Републике Србије поводом Дана Војске Србије 23. априла 2015. године.
Објавио је књигу "Сећање на 549. моторизовану бригаду", за коју је добио награду "Драгојло Дудић" коју додељује СУБНОР. Написао је више од 20 чланака у разним новинама, часописима и магазинима о активностима војске током 1998. и 1999. године.
Говорио је 22. марта 2021. године на сахрани руског добровољца Алберта Андијева, који се борио у саставу 549. моторизоване бригаде ВЈ на Косову и Метохији.
Након пензионисања је остао активан у ветеранским организацијама. Истакнути је члан Удружења Херојске 549. моторизоване бригаде "Цар Душан Силни".

## Књиге
- Сећање на 549. моторизовану бригаду

## Одликовања
Носилац је 22 Ордена, медаље и признања међу којима је и Орден за храброст.
- Орден за храброст
- Орден заслуга за народ са сребрном звездом
- Медаља за војне заслуге
- Медаља за ревносну службу
- Војна спомен медаља за изузетне резултате у војној служби за официра
- Војна спомен медаља за ревносну службу за 30 година рада
- Војна спомен медаља за учешће у борбеним дејствима на територији СФРЈ
- Војна спомен медаља за учешће у борбеним дејствима на територији СРЈ
- Војна спомен медаља за учешће у борбеним дејствима на територији Србије
- Војна споменица поводом дана Војске Србије 1815–2015
- Војна споменица поводом 20 година од НАТО агресије 1999.
- Годишњица 50 година ЈНА
- Орден „Милош С. Милојевић“ првог реда
- Споменица ПЈП са мачем
- Споменица 1998/99 год Херојске 549. мтбр
- Спомен медаља 75 година од победе над фашизмом и 15 година клуба генерала и адмирала Србије
- Статуа српског витеза (Академија видовданских витезова српских 2020 год)
- Грамата Патријарха српског Иринеја 2016 године
- Архијерејска грамата Епископа бачког Иринеја 2016 године
- Признање Београдског надбискупа и митрополита Мсгр. Станислава Хочевара
- Признање председника врховног сабора Исламске заједнице Србије Мухамеда еф Јусуфспахића